# Dingo (romanzo)
Dingo è un romanzo dello scrittore francese Octave Mirbeau, pubblicato in maggio 1913. Siccome Mirbeau era malato e incapace di terminare la propria opera, è il suo giovane amico Léon Werth che fu incaricato di scrivere gli ultimi capitoli.

## Trama
Senza curarsi del "realismo", il romanziere dà libero sfogo alla sua fantasia, nella continuità di François Rabelais. Invece dei sotterfugi rappresentati dai personaggi romanzeschi, Mirbeau si mette sé stesso in scena in qualità di scrittore, inaugurando così una specie di autofinzione. Per protagonista non sceglie più degli esseri umani, bensì il suo cane, Dingo, morto in ottobre 1901. Rinuncia a qualsiasi trama romanzesca e ad ogni tentativo di composizione, ubbidendo soltanto alla propria fantasia.
Nel villaggio di Ponteilles-en-Barcis, nel Vexin, il cane-dingo del narratore, Dingo, arrivato tutto giovane dalla lontana Australia, diffonde il terrore fra i contadini ed i borghesi, e, incapace di frenare i propri appetiti, ammazza molte pecore. Però è un buon cane, molto affettuoso coi suoi padroni, e, come lo scrittore, un ribelle libertario, refrattario all'autorità e all'ipocrisia. La sua presenza svela le meschinità e le turpitudini degli uomini e l'assurdità delle leggi e dell'ordine sociale. Quando muore, il narratore piange : ha perso un vero amico, un fratello spirituale, che lo consolava dagli uomini.

## Traduzioni
Dingo è stato pubblicato due volte in Italia, nel 1938 nella "Collezione Grandi Autori"  e nel 1961, nella collana "Romantica", sempre presso la Casa Editrice Sonzogno, Milano. Traduzione di Decio Cinti.
Nel 2017, all'occasione della commemorazione del centenario della morte del Mirbeau, Elliot ha ripubblicato la vecchia traduzione di Decio Cinti.

## Edizione Originale
- Octave Mirbeau, Dingo, Fasquelle, 1913,  pp. 422.